# Mister Universe Tourism
Mister Universe Tourism (tiếng Việt: Nam vương Du lịch Hoàn vũ) là cuộc thi sắc đẹp quốc tế dành cho nam giới do CEO BorGen Entertainment Ventures Company Manix Genabe sáng lập, được tổ chức lần đầu vào năm 2017 và được chính phủ Indonesia bảo trợ cuộc thi từ năm 2023. Đương kim Mister Universe Tourism là Chien Yu Chen đến từ Đài Loan.

## Người giữ danh hiệu
| Lần thứ | Năm  | Ngày                 | Mister Universe Tourism                                     | Á vương                                       | Á vương                                    | Nơi tổ chức         | Số thí sinh | T.k.                 |
| Lần thứ | Năm  | Ngày                 | Mister Universe Tourism                                     | 1                                             | 2                                          | Nơi tổ chức         | Số thí sinh | T.k.                 |
| ------- | ---- | -------------------- | ----------------------------------------------------------- | --------------------------------------------- | ------------------------------------------ | ------------------- | ----------- | -------------------- |
| 1       | 2017 | 15 tháng 10 năm 2017 | Richard Ricardo Carter · Thái Lan                           | Kris Martin · Canada                          | Jin Stewart · Hàn Quốc                     | Manila, Philippines | 22          | [ 3 ] [ 4 ]          |
| 2       | 2018 | 30 tháng 5 năm 2018  | Ion Perez · Philippines · (Từ bỏ)                           | Brata Manggala Putra Kartasasmita · Indonesia | Keoni Kane Jastillana · Guam               | Pasig, Philippines  | 20          | [ 5 ]                |
| 2       | 2018 | 30 tháng 5 năm 2018  | Brata Manggala Putra Kartasasmita · Indonesia · (Tiếp quản) | Avjeet Singh Ramdhawa · Ấn Độ · (Tiếp quản)   | Keoni Kane Jastillana · Guam               | Pasig, Philippines  | 20          | [ 5 ]                |
| 3       | 2019 | 25 tháng 11 năm 2019 | Surasak Muangkeaw · Thái Lan                                | Kelvin Aguilan Vicente · Philippines          | Andrew Rorano Karatji · Indonesia          | Makati, Philippines | 10          | [ 6 ]                |
| 4       | 2023 | 19 tháng 3 năm 2023  | Erik Lennart Visser · Philippines                           | Huỳnh Võ Hoàng Sơn · Việt Nam                 | Francisco Jose Merida Moyano · Tây Ban Nha | Bali, Indonesia     | 8           | [ 7 ] [ 8 ] [ 9 ]    |
| 5       | 2024 | 24 tháng 3 năm 2024  | Chien Yu Chen · Đài Loan                                    | Larz Kent Dawson · Philippines                | Chitrakanan Meitei Thoudam · Ấn Độ         | Bali, Indonesia     | 8           | [ 10 ] [ 11 ] [ 12 ] |
| 6       | 2025 | 4 tháng 8 năm 2025   |                                                             |                                               |                                            | Bali, Indonesia     |             |                      |

### Quốc gia/vùng lãnh thổ theo số lần chiến thắng
| Quốc gia    | Số lần | Năm        |
| ----------- | ------ | ---------- |
| Thái Lan    | 2      | 2017, 2019 |
| Philippines | 2      | 2018, 2023 |
| Indonesia   | 1      | 2018       |
| Đài Loan    | 1      | 2024       |

## Các lần tổ chức Mister Universe Tourism

### 2017
Mister Universe Tourism 2017 là cuộc thi Mister Universe Tourism lần thứ 1 được tổ chức tại Palacio De Maynila, Manila, Philippines vào ngày 15 tháng 10 năm 2017. Có 22 thí sinh dự thi, Richard Ricardo Carter đến từ Thái Lan đăng quang ngôi vị Mister Universe Tourism.
Kết quả
| Hạng                         | Thí sinh |
| ---------------------------- | --- |
| Mister Universe Tourism 2017 | - Thái Lan — Richard Ricardo Carter |
| Á vương 1                    | - Canada — Kris Martin |
| Á vương 2                    | - Hàn Quốc — Jin Stewart |
| Top 10                       | - Mumbai Ấn Độ — Ritesh Shetty - Manipur Ấn Độ — Landjeet Karam - Myanmar — Philip Km - Pakistan — Atif Nazir - Philippines — John Jay-Arr Agustin - Sudan — Ahmad Hassan - Việt Nam — Nguyễn Vũ Linh |

Giải thưởng đặc biệt
| Giải thưởng              | Thí sinh                             |
| ------------------------ | ------------------------------------ |
| Best in National Costume | - Yangon Myanmar — Thu Rein Htun     |
| Best in Formal Wear      | - Cộng hòa Philippines — CJ Querol   |
| Best in Swimwear         | - Philippines — John Jay-Arr Agustin |

Các thí sinh
| Quốc gia/vùng lãnh thổ | Thí sinh                    |
| ---------------------- | --------------------------- |
| Cộng hòa Ấn Độ         | Azharuddin Ansari           |
| Canada                 | Kris Bengeric Garcia Martin |
| Đức                    | Julian Wandorf              |
| Guam                   | John Benedict Garcia        |
| Hàn Quốc               | Jinseon Kwon Stewart        |
| Iran                   | Mory Mansouri               |
| Malaysia               | Derran Marida               |
| Manipur Ấn Độ          | Landjeet Karam              |
| Mumbai Ấn Độ           | Ritesh Shetty               |
| Myanmar                | Philip Km                   |
| Nepal                  | Manohar Shrestha            |
| Pakistan               | Atif Nazir                  |
| Pháp                   | Dmitri Decaux               |
| Philippines            | John Jay-Arr Agustin        |
| Cộng hòa Philippines   | CJ Querol                   |
| România                | Joan Goga                   |
| Serbia                 | Arsenjie Japalak            |
| Sudan                  | Ahmad Hassan                |
| Thái Lan               | Richard Ricardo Carter      |
| Việt Nam               | Nguyễn Vũ Linh              |
| Yangon Myanmar         | Thu Rein Htun               |
| Ý                      | Klaudio Gutierrez           |

Dự thi quốc tế khác
| Cuộc thi                   | Năm  | Quốc gia/vùng lãnh thổ | Thí sinh       | Thứ hạng  | T.k.   |
| -------------------------- | ---- | ---------------------- | -------------- | --------- | ------ |
| Manhunt International      | 2025 | Việt Nam               | Nguyễn Vũ Linh | Á vương 4 | [ 14 ] |
| Mister Grand International | 2022 | Việt Nam               | Nguyễn Vũ Linh | Á vương 4 | [ 15 ] |

### 2018
Mister Universe Tourism 2018 là cuộc thi Mister Universe Tourism lần thứ 2 được tổ chức tại Tanghalang Pasigueno, Pasig City, Philippines vào ngày 30 tháng 5 năm 2018. Có 20 thí sinh dự thi, Ion Perez đến từ Philippines đăng quang ngôi vị Mister Universe Tourism.
Nam vương Ion Perez đến từ Philippines từ bỏ, Á vương 1 Brata Kartasasmita đến từ Indonesia tiếp quản danh hiệu, còn Avjeet Singh Ramdhawa đến từ Ấn Độ tiếp quản Á vương 1.
Kết quả
| Hạng                         | Thí sinh                                                   | Thí sinh                                        |
| Hạng                         | Trước                                                      | Sau                                             |
| ---------------------------- | ---------------------------------------------------------- | ----------------------------------------------- |
| Mister Universe Tourism 2018 | - Philippines — Ion Perez                                  | - Indonesia — Brata Manggala Putra Kartasasmita |
| Á vương 1                    | - Indonesia — Brata Manggala Putra Kartasasmita            | - Ấn Độ — Avjeet Singh Ramdhawa                 |
| Á vương 2                    | - Guam — Keoni Kane Jastillana                             | - Guam — Keoni Kane Jastillana                  |
| Top 5                        | - Ấn Độ — Avjeet Singh Ramdhawa - Thái Lan — Nitat Na Wayo | - Thái Lan — Nitat Na Wayo                      |

Các giải thưởng
| Giải thưởng              | Giải thưởng              | Thí sinh                                        |
| ------------------------ | ------------------------ | ----------------------------------------------- |
| Best in National Costume | Best in National Costume | - Indonesia — Brata Manggala Putra Kartasasmita |
| Mister Photogenic        | Mister Photogenic        | - Sabah — Jacob Thien                           |
| Best in Swimwear         | Best in Swimwear         | - Philippines — Benigno "Ion" Perez             |
| Best Formal Wear         | Best Formal Wear         | - Sabah — Jacob Thien                           |
| Best Tourism Video       | Best Tourism Video       | - Myanmar — Kyaw Ye Htet                        |

Các thí sinh
| Quốc gia/vùng lãnh thổ | Thí sinh                |
| ---------------------- | ----------------------- |
| Ả Rập Xê Út            | Arnel Colis             |
| Ấn Độ                  | Avjeet Singh Ramdhawa   |
| Bắc Ấn Độ              | Shevam Ravnit           |
| Borneo                 | Maxemilian Jusit        |
| Cameroon               | Lawrence Tchiengue      |
| Guam                   | Keoni Kane Jastillana   |
| Hàn Quốc               | Alexander Lau Tailung   |
| Hoa Kỳ                 | Atakum Henry            |
| Hồng Kông              | Nickson Natanauan       |
| Indonesia              | Brata Manggala Putra K  |
| Malaysia               | Mohd Shahmirul Ashwar   |
| Mali                   | Sylla Tibiani           |
| Myanmar                | Kyaw Ye Htet            |
| Nigeria                | Joauou Emmanuel         |
| Nhật Bản               | John Wilbert G. Estioko |
| Palestine              | Rontz Rank              |
| Philippines            | Benigno "Ion" Perez     |
| Sabah                  | Jawb Bronan Thien       |
| Sri Lanka              | Akila Madunanga         |
| Thái Lan               | Nitat Na Wayo           |

### 2019
Mister Universe Tourism 2019 là cuộc thi Mister Universe Tourism lần thứ 3 được tổ chức tại Carlos P Romulo Auditorium, RCBC Plaza, Makati, Philippines vào ngày 25 tháng 11 năm 2019. Có 10 thí sinh dự thi, Surasak Muangkeaw đến từ Thái Lan đăng quang ngôi vị Mister Universe Tourism.
Kết quả
| Hạng                         | Thí sinh                               |
| ---------------------------- | -------------------------------------- |
| Mister Universe Tourism 2019 | - Thái Lan — Surasak Muangkeaw         |
| Á vương 1                    | - Philippines — Kelvin Aguilan Vicente |
| Á vương 2                    | - Indonesia — Andrew Rorano Karatji    |

Các giải thưởng
| Giải thưởng                               | Thí sinh                               |
| ----------------------------------------- | -------------------------------------- |
| Best in National Costume                  | - Indonesia — Andrew Rorano Karatji    |
| Mister Photogenic                         | - Myanmar — Zwe Min Khant              |
| Mister Congeniality (Ambassador of Peace) | - Indonesia — Andrew Rorano Karatji    |
| Best Tourism Video                        | - Indonesia — Andrew Rorano Karatji    |
| Best in Swim Wear                         | - Philippines — Kelvin Aguilan Vicente |
| Best in Talent                            | - Indonesia — Andrew Rorano Karatji    |
| Best in Formal Wear                       | - Thái Lan — Surasak Muangkeaw         |
| Mister Nick's Institute of Beauty         | - Indonesia — Andrew Rorano Karatji    |

Các thí sinh
| Quốc gia/vùng lãnh thổ | Thí sinh               |
| ---------------------- | ---------------------- |
| Ấn Độ                  | Tushar Mishra          |
| Bénin                  | Ali Zebib              |
| Indonesia              | Andrew Rorano Karatji  |
| Myanmar                | Zwe Min Khant          |
| Nepal                  | Prajwal Shrestha       |
| Pakistan               | Mazan Saeed Shareef    |
| Philippines            | Kelvin Aguilan Vicente |
| Thái Lan               | Surasak Muangkeaw      |
| Thụy Sĩ                | David Oliver Keller    |
| Việt Nam               | Nguyễn Luân            |

### 2023
Mister Universe Tourism 2023 là cuộc thi Mister Universe Tourism lần thứ 4 được tổ chức tại Bali Nusa Dua Theater, Bali, Indonesia vào ngày 19 tháng 3 năm 2023. Có 8 thí sinh dự thi, Erik Lennart Visser đến từ Philippines đăng quang ngôi vị Mister Universe Tourism.
Kết quả
| Hạng                         | Thí sinh                                     |
| ---------------------------- | -------------------------------------------- |
| Mister Universe Tourism 2023 | - Philippines — Erik Lennart Visser          |
| Á vương 1                    | - Việt Nam — Huỳnh Võ Hoàng Sơn              |
| Á vương 2                    | - Tây Ban Nha — Francisco Jose Merida Moyano |

Giải thưởng đặc biệt
| Giải thưởng              | Thí sinh                                     |
| ------------------------ | -------------------------------------------- |
| Best in National Costume | - Việt Nam — Huỳnh Võ Hoàng Sơn              |
| Mister Photogenic        | - Sri Lanka — Pradheep Johnson               |
| Mister Congeniality      | - Malaysia — Muhammad Fareez Bin Jeffri Tan  |
| Mister Multimedia        | - Ấn Độ — Sai Bharadwaja Tanubuddi           |
| Mister Fashionable       | - Canada — Ralph Racel Abella                |
| Best in Resort Wear      | - Indonesia — Rio Alfi Marciano              |
| Best in Swimwear         | - Tây Ban Nha — Francisco Jose Merida Moyano |
| Best in Formal Wear      | - Philippines — Erik Lennart Visser          |

Các thí sinh
| Quốc gia/vùng lãnh thổ | Thí sinh                       |
| ---------------------- | ------------------------------ |
| Ấn Độ                  | Sai Bharadwaja Tanubudd        |
| Canada                 | Ralph Racel Abella             |
| Indonesia              | Rio Alfi Marciano              |
| Malaysia               | Muhammad Fareez Bin Jeffri Tan |
| Philippines            | Erik Lennart Visser            |
| Sri Lanka              | Pradheep Johnson               |
| Tây Ban Nha            | Francisco Jose Merida Moyano   |
| Việt Nam               | Huỳnh Võ Hoàng Sơn             |

### 2024
Mister Universe Tourism 2024 là cuộc thi Mister Universe Tourism lần thứ 5 được tổ chức tại Bali Nusa Dua Theatre, Bali, Indonesia vào ngày 24 tháng 3 năm 2024. Có 8 thí sinh dự thi, Chien Yu Chen đến từ Đài Loan đăng quang ngôi vị Mister Universe Tourism.
Kết quả
| Hạng                         | Thí sinh                             |
| ---------------------------- | ------------------------------------ |
| Mister Universe Tourism 2024 | - Đài Loan — Chien Yu Chen           |
| Á vương 1                    | - Philippines — Larz Kent Dawson     |
| Á vương 2                    | - Ấn Độ — Chitrakanan Meitei Thoudam |

Các giải thưởng
| Giải thưởng         | Thí sinh                             |
| ------------------- | ------------------------------------ |
| Mister Photogenic   | - Ấn Độ — Chitrakanan Meitei Thoudam |
| Mister Congeniality | - Singapore — Kesavan Odaiappan      |
| Best in Formal Wear | - Philippines — Larz Kent Dawson     |
| Best in Swim Wear   | - Đài Loan — Chien Yu Chen           |

Các thí sinh
| Quốc gia/vùng lãnh thổ | Thí sinh                   |
| ---------------------- | -------------------------- |
| Ấn Độ                  | Chitrakanan Meitei Thoudam |
| Đài Loan               | Chien Yu Chen              |
| Fiji                   | Nehal Chand                |
| Hà Lan                 | Peter Wind                 |
| Indonesia              | Sandy Riski Yando          |
| Philippines            | Larz Kent Dawson           |
| Singapore              | Kesavan Odaiappan          |
| Uganda                 | Henrick Twesigye           |

### 2025
Mister Universe Tourism 2025 là cuộc thi Mister Universe Tourism lần thứ 6 được tổ chức tại Bali, Indonesia vào ngày 4 tháng 8 năm 2025.

## Danh sách đại diện Việt Nam
Chú thích màu
- : Nam vương
- : Á vương
- : Top chung kết
- : Top bán chung kết
- : Được giải thưởng đặc biệt

| Năm  | Đại diện           | Quê quán    | Danh hiệu quốc gia | Thứ hạng       | Giải thưởng đặc biệt           | T.k.   |
| ---- | ------------------ | ----------- | ------------------ | -------------- | ------------------------------ | ------ |
| 2017 | Nguyễn Vũ Linh     | Bến Tre     | Bổ nhiệm           | Top 10         |                                | [ 19 ] |
| 2019 | Nguyễn Luân        |             | Bổ nhiệm           | Không đạt giải |                                | [ 20 ] |
| 2023 | Huỳnh Võ Hoàng Sơn | Tuyên Quang | Bổ nhiệm           | Á vương 1      | 1 - - Best in National Costume | [ 19 ] |